# كولتشيستر (دائرة انتخابية في المملكة المتحدة)
كولتشيستر (بالإنجليزية: Colchester)‏ هي إحدى الدوائر الانتخابية في المملكة المتحدة الممثلة في مجلس العموم في برلمان المملكة المتحدة.
عضو البرلمان الذي يمثلها حالياً هو :Bob Russell (LD).